# Líneas Aéreas del Estado

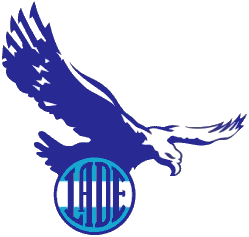
Logo de LADE dans les années 1940L

Líneas Aéreas del Estado (ou LADE) (code AITA : 5U) est une compagnie aérienne argentine, fondée en 1944 et opérée par les forces aéronautiques de ce pays.